# Nowa Dąbrowa (Potęgowo)
Nowa Dąbrowa (kaschubisch Nowô Dąbrowa; deutsch Neu Damerow) ist ein Dorf im Nordwesten der polnischen Woiwodschaft Pommern und gehört zur Landgemeinde Potęgowo (Pottangow) im Powiat Słupski (Kreis Stolp).

## Geographische Lage und Verkehrsanbindung
Nowa Dąbrowa liegt in Hinterpommern, etwa zwanzig Kilometer östlich der Kreisstadt Słupsk (Stolp) in einer Ebene zwischen Stolpe (Słupia) und Lupow (Łupawa). 
Durch den Ort verläuft die polnische Landesstraße 6 (DK 6, ehemalige deutsche Reichsstraße 2, heute auch Europastraße 28), die Stettin mit Danzig (früher: Berlin mit Dirschau) verbindet. In Nowa Dąbrowa stößt die von Żukowo (Zuckau) und Kartuzy (Karthaus) über Sierakowice (Sierakowitz) und Czarna Dąbrówka (Schwarz Damerkow) kommende  Woiwodschaftsstraße 211 auf die DK 6.
Die nächste Bahnstation ist das sieben Kilometer nordwestlich gelegene Damnica (Hebrondamnitz) an der Bahnstrecke von Danzig nach Stargard.

## Ortsname
Der Ort hieß ursprünglich Steifenphal. Die deutsche Bezeichnung „Neu Damerow“ kam in Hinterpommern zweimal vor. Der polnische Name „Nowa Dąbrowa“ nennt sechs Dörfer.

## Geschichte
Nowa Dąbrowa ist ein Siedlungsdorf und entstand 1764 in der Zeit Friedrichs des Großen. Damals wurden hier siebzehn Büdner sowie ein Krug angesiedelt. Neben der Landwirtschaft war die Wollspinnerei der Haupterwerbszweig der Bevölkerung.
Neu Damerow war zuletzt ein Bauerndorf. 1939 hatte es 26 landwirtschaftliche Betriebe. 1910 zählte es 186 Einwohner, 1933 waren es 180 und 1939 noch 176.
Bis 1945 war Neu Damerow ein Dorf im Landkreis Stolp im Regierungsbezirk Köslin der preußischen Provinz Pommern. Es war in den Amts- und Standesamtsbezirk Wendisch Karstnitz (1938–45 Ramnitz, heute polnisch: Karznica) eingegliedert.
Nach 1945 kam Neu Damerow als Nowa Dąbrowa zu Polen und ist heute Teil der Gmina Potęgowo im Powiat Słupski der Woiwodschaft Pommern (1975 bis 1998 Woiwodschaft Stolp). Hier leben heute nicht ganz einhundert Einwohner.

## Kirche
Die Bevölkerung von Neu Damerow war vor 1945 evangelisch. Das Kirchdorf war Sageritz (heute polnisch Zagórzyca) und gehörte zum Kirchenkreis Stolp-Altstadt im Ostsprengel der Kirchenprovinz Pommern der Kirche der Altpreußischen Union. Letzter deutscher Geistlicher war Pfarrer Walter Borchardt.
Seit 1945 lebt eine überwiegend katholische Einwohnerschaft in Nowa Dąbrowa. Jetzt ist Łupawa (Lupow) das zentrale Kirchdorf. Es liegt im Dekanat Łupawa im Bistum Pelplin der Katholischen Kirche in Polen. Hier lebende evangelische Kirchenglieder gehören zur Kreuzkirchengemeinde in Słupsk (Stolp) in der Diözese Pommern-Großpolen der Evangelisch-Augsburgischen Kirche in Polen.

## Schule
In Neu Damerow bestand eine Schule. 1932 unterrichtete an der Volksschule ein Lehrer 22 Schulkinder. Letzter deutscher Lehrer war Friedrich Völkner.